# Georgea Regout
Georges Hubert Jean Emmanuel Marie Ghislain ("Georgea") Regout, voorheen bekend als Hubertus Regout (Brussel, 26 juli 1969), is een Belgisch acteur/actrice en televisiepresentator, die voornamelijk in Duitsland bekendheid verwierf.

## Biografische schets
Regout werd in Brussel geboren als kind van een Belgische vader en een Oostenrijkse moeder. Zij is een telg uit het Belgisch-Nederlandse patriciërsgeslacht Regout en een directe afstammeling van Petrus I Regout (1801-1878) en Petrus II Regout (1828-1897), beiden grondleggers van de Maastrichtse kristal-, glas- en aardewerkindustrie. Haar betovergrootvader was Jules I Regout (1855-1932), oprichter van de dekenfabriek NV Wolindustrie v/h Jules Regout & Co. Diens nakomelingen waren actief als bestuurders van de textielfabriek S.A. Textile de Pepinster in Pepinster. Regout is het oudste van drie kinderen. Haar ouders zijn Georges Adrien Jean Marie Hubert Regout (1935-2005) en Oda Maria Martha Gerda von Przyborski (1938). Haar moeder stamt uit een Oostenrijkse adellijke familie. Haar ouders scheidden toen Regout negen jaar oud was, waarna haar vader in 1990 hertrouwde.
Regout groeide op in Brussel en Wenen. Naast Frans en Duits spreekt zij Engels en Spaans. Na een studie in Zwitserland woonde zij enige jaren in Parijs, waar ze als (mannelijk) model voor diverse modehuizen werkte. Daarnaast volgde zij hoorcolleges kunstgeschiedenis aan de École du Louvre. Na haar verblijf in Parijs studeerde zij in München aan de toneelopleidingen van Ruth von Zerboni en Schauspiel München.
Regout woont in Berlijn, identificeerde zichzelf enige tijd als non-binair en sinds 2022(?) als vrouw. Zij leeft veganistisch en zet zich onder andere in voor de Duitse tak van de dierenrechtenorganisatie People for the Ethical Treatment of Animals (PETA).

## Loopbaan
Regout speelde in haar loopbaan vooral mannelijke rollen. Nog tijdens haar toneelopleiding speelde ze haar eerste rol in de operaproductie Nathans Tod van George Tabori bij het gezelschap Bayrisches Staatsschauspiel. Daarna werkte ze enige tijd bij een theaterfestival in Weilheim in Oberbayern en bij het Rheinisches Landestheater in Neuss (1995–96). Na haar verhuizing naar Berlijn trad zij op in de theaterwerkplaatsen van de Sophiensäle en het Schillertheater.
In 1998 was Regout voor het eerst op televisie te zien in de ARD-serie Klinik unter Palmen. Daarna volgden Edel & Starck (2002, Sat.1) en Alarm für Cobra 11 - Die Autobahnpolizei (2003, RTL). In 2004 was Regout in bijna 200 afleveringen van het stilistenprogramma Style S.O.S. van Pro7 te zien, naast hoofdpresentatrice Susann Atwell. Van 2005 tot 2007 speelde ze de rol van Hugo Haas in 645 afleveringen van de Sat.1-soap Verliebt in Berlin, een zeer succesvolle Duitse serie die onder andere de Deutsche Fernsehpreis en de Gouden Roos ontving. In 2009 en 2010 was zij te zien in de ARD-serie Verbotene Liebe.

## Filmografie
- Ausgestorben (1995; korte film)
- Suck My Dick (2001; regie: Oskar Roehler)
- Walk on Water (2004; regie: Eytan Fox)
- Agnes und seine Brüder (2004; regie: Oskar Roehler)
- Mein letztes Konzert (2014; korte film; regie: Selcuk Cara)